# Arbeitsbescheinigung

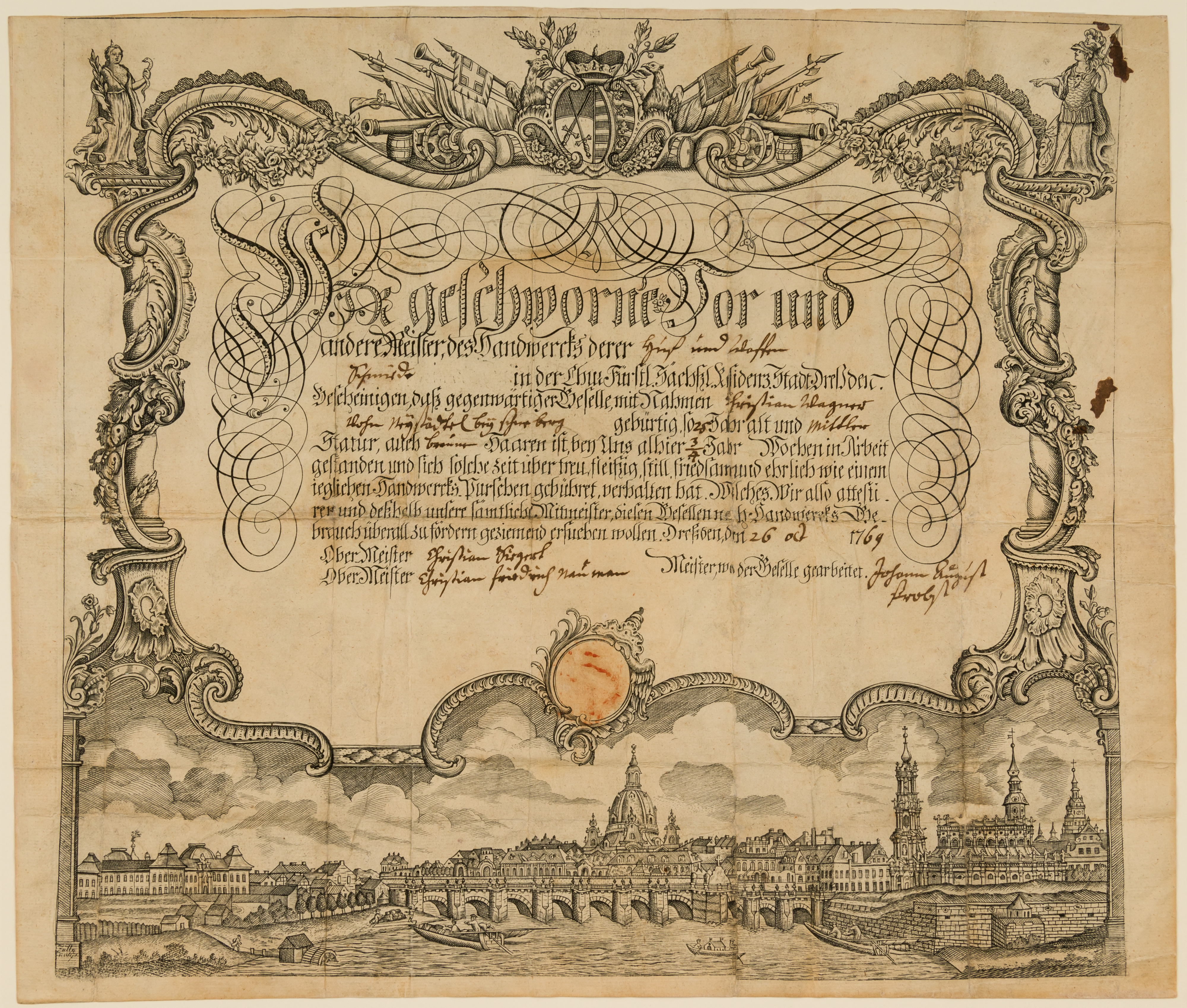
Arbeitsbescheinigung von 1769 eines Huf- und Waffenschmiedes in Dresden

Die Arbeitsbescheinigung ist ein Formular, mit dem der bisherige Arbeitgeber bei Beendigung eines  Beschäftigungsverhältnisses der Bundesagentur für Arbeit alle Tatsachen bescheinigen muss, die für die Entscheidung über den Anspruch auf Arbeitslosengeld erheblich sein können.
Die Pflicht des Arbeitgebers in Deutschland, eine Arbeitsbescheinigung auszustellen, ergibt sich aus § 312 SGB III.
In den Vordruck der Bundesagentur für Arbeit (BA) hat er insbesondere einzutragen:
- die Art der Tätigkeit des Arbeitnehmers,
- Beginn, Ende, Unterbrechungen und Grund für die Beendigung des Beschäftigungsverhältnisses,
- das Arbeitsentgelt und die sonstigen Geldleistungen, die der Arbeitnehmer erhalten oder zu beanspruchen hat.

Sofern ein Arbeitgeber sich weigert, dem ausgeschiedenen Arbeitnehmer eine erforderliche Arbeitsbescheinigung auszustellen, kann gegen ihn gemäß § 404 SGB III seitens der Agentur für Arbeit ein Bußgeld in Höhe von bis zu 2.000 € verhängt werden und macht sich außerdem schadenersatzpflichtig nach § 321 SGB III.
Von der Arbeitsbescheinigung zu unterscheiden ist eine Arbeitsbestätigung, mit der ein Arbeitgeber ein aufrechtes oder vertraglich zugesichertes Beschäftigungsverhältnis bestätigt.

## Belege
1. ↑  Arbeitsbestätigung. In: oesterreich.gv.at. Abgerufen am 22. März 2020.